# ANNIVERSARY 2824
『ANNIVERSARY 2824』（アニバーサリー にーはちにーよん）は、浅香唯の初のライブ・アルバム。1993年5月1日にマイカルハミングバードよりリリースされた。

## 解説
1993年3月14日にクラブチッタ川崎で行われたライブ『ANNIVERSARY 2824』の模様を収録した、浅香唯初のライブ・アルバム。
タイトルにある「2824」とは、デビューからこのライブ当日までの日数。
浅香はこのライブを最後に無期限の休業に入ることを表明していたため、チケットは即日完売。“地方でもライブを開催して欲しい”、“ライブ・アルバムとして発売して欲しい”という要望がレコード会社に殺到し、急遽発売が企画された。
「誘う春の風」はこのライブ用に制作された楽曲。スタジオ・レコーディング音源は、存在しない。
ライブでは「サイクリング・ガール」「GOAL」「想い出にあなたが傷つくように」「DREAM POWER」「Don't You Know?」も歌われているが、本作ではカットされた。

## 収録曲
1. 夜が明けるまで
2. Self Control
3. Stay with me
4. メドレー
  - 瞳にSTORM
  - 虹のDreamer
  - Believe Again
5. セシル
6. ひとり
7. ラジオからのMessage
8. 誘う春の風
  - 作詞:浅香唯、作曲:安田信二
9. メドレー
  - Melody
  - 恋のUpside-Down
  - 恋のロックンロール・サーカス
  - 愛しい人と眠りたい
10. C-Girl
11. Chance!
12. OPEN YOUR EYES
13. HEARTは元気?
14. Believe Again

※編曲はすべてCarry on（当時の浅香の専属バンド）による。

## セットリスト
夜が明けるまで
Self Control
Stay with me
MC
メドレー
瞳にSTORM
虹のDreamer
Believe Again
MC
メンバー紹介
サイクリング・ガール
GOAL
セシル
MC
ひとり
ラジオからのMessage
想い出にあなたが傷つくように
MC
ゲスト安田信二紹介
誘う春の風
日立の木
メドレー
Melody
恋のUpside-Down
恋のロックンロール・サーカス
愛しい人と眠りたい
MC
DREAM POWER
C-Girl
Chance!
OPEN YOUR EYES
Don't You Know?
アンコール1
HEARTは元気?
アンコール2
Believe Again